# Construction de Matyas-Meyer-Oseas

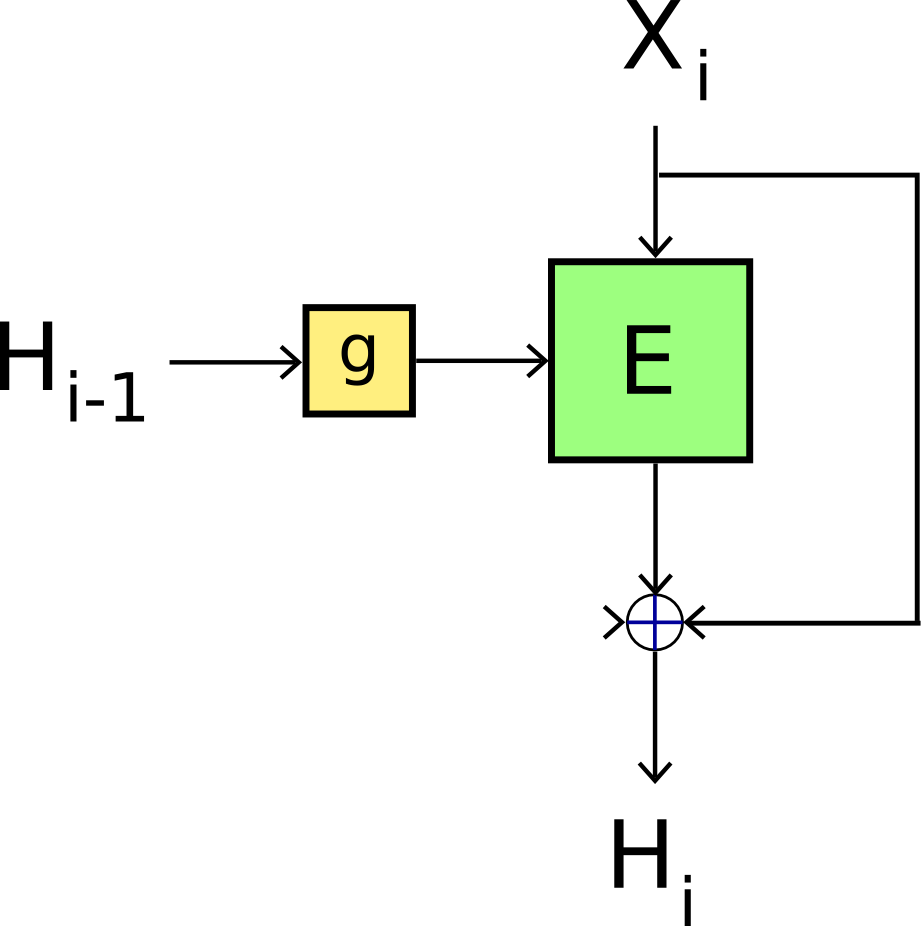
Construction de Matyas-Meyer-Oseas

Une construction de Matyas-Meyer-Oseas (ou fonction de Matyas-Meyer-Oseas) est une technique utilisée dans les fonctions de hachage cryptographiques. Elle sera améliorée par Miyaguchi-Preneel.